# Graomys edithae
Graomys edithae је врста глодара из породице хрчкова (Cricetidae).

## Распрострањење
Ареал врсте је ограничен на једну државу. Аргентина је једино познато природно станиште врсте.

## Станиште
Станиште врсте је травна вегетација.

## Угроженост
Подаци о распрострањености ове врсте су недовољни.